# Копринка
 Тази статия е за село Копринка.  За разположения в близост язовир вижте Копринка (язовир).  За едноимменния вид гъба вижте Порцеланова копринка.
Копринка е село в Южна България. То се намира в община Казанлък.

## География
Намира се на 5 km от град Казанлък и на около 2 km от язовир Копринка.

## История
Край селото има множество могили с тракийски произход. Най-вероятно те са свързани с близкия град Севтополис – столица на древно тракийско царство. Впечатление прави Голямата могила, която по размери може да си съперничи с някоя от по-малките Египетски пирамиди. Могилата е проучвана в периода 1988 – 1990 г. и са намерени множество човешки скелети, оръжия и накити, повечето с ниска стойност. Най-вероятно става въпрос за погребение след голяма битка. Разкопан е само южният склон на могилата.
До 1934 г. името на селото е Салтъково. Споменато е като Салтък в османски регистър от 1532 г. Към началото на XVII век в Салтъклар живеят 15 немюсюлмани, подлежащи на облагане с данък джизие.

## Население
Численост
Численост на населението според преброяванията през годините:
| \| Година на преброяване \| Численост \| \| --------------------- \| --------- \| \| 1934 \| 1260 \| \| 1946 \| 1206 \| \| 1956 \| 1188 \| \| 1965 \| 1489 \| \| 1975 \| 2269 \| \| 1985 \| 2668 \| \| 1992 \| 2719 \| \| 2001 \| 2847 \| \| 2011 \| 2707 \| \| 2021 \| 2492 \| |           |
| Година на преброяване | Численост |
| 1934 | 1260      |
| 1946 | 1206      |
| 1956 | 1188      |
| 1965 | 1489      |
| 1975 | 2269      |
| 1985 | 2668      |
| 1992 | 2719      |
| 2001 | 2847      |
| 2011 | 2707      |
| 2021 | 2492      |

### Преброяване на населението през 2011 г.
Численост и дял на етническите групи според преброяването на населението през 2011 г.:
|                     | Численост | Дял (в %) |
| Общо                | 2707      | 100       |
| Българи             | 1757      | 64,90     |
| Турци               | 467       | 17,25     |
| Цигани              | 137       | 5,06      |
| Други               | 24        | 0,88      |
| Не се самоопределят | 98        | 3,62      |
| Неотговорили        | 224       | 8,27      |

## Религии
В селото преобладава християнското население, но има и мюсюлмани, българи и турци, главно преселници от Родопите.

## Обществени институции
В селото има здравна служба, училище, детска градина и читалище на име „Пробуда“, в което често се изнасят литературни четения, организирани представления и други прояви.